# Airlines for Europe
Airlines for Europe (A4E) is een handelsvereniging van Europese luchtvaartmaatschappijen die streven naar een duurzame en een toekomstige groei binnen de burgerluchtvaart.

## Geschiedenis
Airlines For Europe was opgericht in januari 2016 door de voorzitters van Air France-KLM Group, EasyJet, IAG, Lufthansa Group en Ryanair Holdings. Door de ondoeltreffendheid van de voormalige Association of European Airlines (AEA) en omwille van de verandering van de luchtvaartindustrie met aanzienlijke uitdagingen waar alle Europese luchtvaartmaatschappijen mee zullen geconfronteerd worden in de nabije toekomst, besloot men toen een organisatie te vormen om de meest dringende problemen van de Europese luchtvaart aan te pakken. Om alles transparant te houden, organiseert A4E af en toe verschillende onafhankelijke studies en werkt ze ook samen met aantal Europese organisaties zoals de European Aviation Safety Agency (EASA) en Air navigation service provider (ANSPs).
Op 10 juli 2019 bekritiseerde de CEO van A4E tijdens de persconferentie dat de Europese Luchtverkeersleiding inefficiënt, duur en onbetrouwbaar was en eiste een dringende hervorming van alle Europese regeringen over de luchtverkeersinstelling. Verder vraagt de CEO dat men de milieutaksen beter kan besteden aan CO2-arme investeringen.
Eind 2019 vertegenwoordigt A4E meer dan 70 procent van het Europese luchtverkeer en bedienden ze meer dan 720 miljoen passagiers met een totale omzet van 130 miljard EUR. In totaal werken er meer dan 400.000 personeelsleden met een vlootgrootte van 3000 vliegtuigen.

## Doelstellingen
De voornamelijke streefdoelen:
- Streven naar een CO2-loze of -arme economie en ondersteunt daarmee de inspanningen om de doelstellingen van de klimaatakkoord van Parijs te bereiken.
- De Europese luchtruimefficiëntie verbeteren.
- Herziening van de wetgeving over de passagiersrechten.
- Het aanpakken van de marktmacht op alle luchthavens met buitensporige kosten en oneerlijke handelspraktijken.
- Herziening van de luchtvaartbelastingen.
- De veiligheid en beveiliging van de burgerluchtvaart verbeteren.

## Leden

### Luchtvaartmaatschappij
In 2020 tellen er momenteel 16 volwaardige groepsleden:
| Leden                          | Luchtvaartmaatschappij |
| ------------------------------ | --- |
| Aegean                         | Aegean Airlines Olympic Air |
| AirBaltic                      | AirBaltic |
| Air France-KLM Group A         | Air France (Hop) KLM (Cityhopper) Transavia (Transavia France) Martinair C Air France-KLM Cargo C                                                               |
| Cargolux                       | Cargolux C Cargolux Italia C |
| Easyjet Group A                | EasyJet UK EasyJet Europe EasyJet Switzerland |
| Finnair                        | Finnair Finnair Cargo C |
| Icelandair                     | Icelandair |
| International Airlines Group A | British Airways (BA CityFlyer) Aer Lingus Iberia (Express) LEVEL Vueling IAG Cargo C                                                                            |
| Jet2.com Limited               | Jet2 |
| Lufthansa Group A              | Lufthansa (CityLine, Lufthansa Cargo C) Air Dolomiti Austrian Airlines Brussels Airlines Eurowings Eurowings Europe Swiss International Air Lines Edelweiss Air |
| Norwegian                      | Norwegian Air Shuttle Norwegian Air International Norwegian Air UK Norwegian Long Haul Norwegian Air Sweden                                                     |
| Ryanair Holdings A             | Ryanair Buzz Malta Air Lauda Ryanair UK |
| Smartwings                     | CSA Czech Airlines Smartwings Hungary Smartwings Poland Smartwings Slovakia                                                                                     |
| TAP Air Portugal               | TAP Air Portugal TAP Express |
| TUI Airlines                   | TUI fly TUI fly Belgium TUI fly Netherlands TUI fly Nordic TUI Airways Corsair International                                                                    |
| Volotea                        | Volotea |

A Oprichters 

C Cargo

### Fabrikanten
Verder zijn er nog 5 internationale vliegtuigfabrikanten die deelnemen in deze organisatie.
- Airbus
- Boeing
- Embraer
- General Electric
- Thales

### Geassocieerde leden
- Clyde&Co
- Erkelens Law
- Kennedys Law
- Stephenson Harwood